# Wapen van Limburg (Nederland)

Oude wapen

Het wapen van Limburg bestaat uit een gecarteleerd schild met daarop de kwartieren Valkenburg, Gulik, Horn en Gelre, met op het hartschild het wapen Van Limburg.
In 1816 werd aan de provincie Limburg het volgende wapen verleend waarvan de beschrijving luidt:
"In zilver een dubbelstaartige leeuw van keel, gekroond, getongd en genageld van goud. Het schild gedekt met een hertogenkroon van goud, gevoerd van keel."
De dubbelstaartige rode leeuw is afkomstig van het wapen van de graven en hertogen van Limburg.
Koning Willem III verleende een nieuw wapen bij Koninklijk Besluit op 27 december 1886. De beschrijving luidt:
"Een gevierendeeld schild; het eerste kwartier in zilver een van goud gekroonde en geklauwde leeuw van keel met dubbelen staart (Valkenburg); het tweede kwartier in goud een van keel getongde en geklauwde ongekroonde leeuw van sabel (Gulik); het derde kwartier in goud drie hoorns van keel, geplaatst twee en een, en voorzien van banden van zilver (Horn); het vierde kwartier in azuur een leeuw van goud met dubbelen staart, getongd van keel, gekroond en geklauwd van goud (Gelderland vóór 1371); over alles heen een hartschild van zilver, beladen met een van goud gekroonden en geklauwden leeuw van keel met dubbelen staart (Limburg). Het schild gedekt met den Limburgschen hertogelijken hoed of kroon."

## Symboliek
De inleiding van het wapen van de provincie Limburg luidt als volgt:
In het Limburgse provinciewapen zijn de wapens van de vier voornaamste vorstendommen opgenomen waarvan delen, tot de komst van de Fransen in 1794, behoorden tot de tegenwoordige provincie Limburg. Het wapen van Limburg is een afspiegeling van de staatkundige wordingsgeschiedenis van deze provincie.
Het eerste kwartier; in een zilveren veld staat een rode leeuw met dubbele staart met goud gekroond en met gouden klauwen.
Het is ontleend de Valkenburgse leeuw van het wapen van het Land van Valkenburg.
Het tweede kwartier; in een gouden veld een ongekroonde, zwarte leeuw, met rode tong en rode klauwen.
De leeuw is ontleend aan het oude wapen van Gulik-Kleef-Berg van het Hertogdom Gulik.
Het derde kwartier; op een gouden ondergrond drie horens van rood met zilveren banden.
Dit kwartier is ontleend aan het oude het wapen van Horn van het Graafschap Horn.
Het vierde kwartier; in een blauw veld een gouden leeuw met dubbele staart, een rode tong en een kroon en klauwen van goud.
Dit is de Gelderse leeuw uit het wapen van Gelderland van het Hertogdom Gelre.
Over deze vier zogenaamde 'kwartieren' heen ligt een hartschild. Hierop staat in een zilveren veld een rode leeuw met gouden kroon en klauwen, afkomstig van het oude wapen van het hertogdom Limburg.
Het hele schild is bedekt met een hertogenhoed of –kroon.

## Zie ook

Vlag van Limburg (Nederland)
Vlag van Limburg (Belgische provincie)
Wapen van Limburg (België)
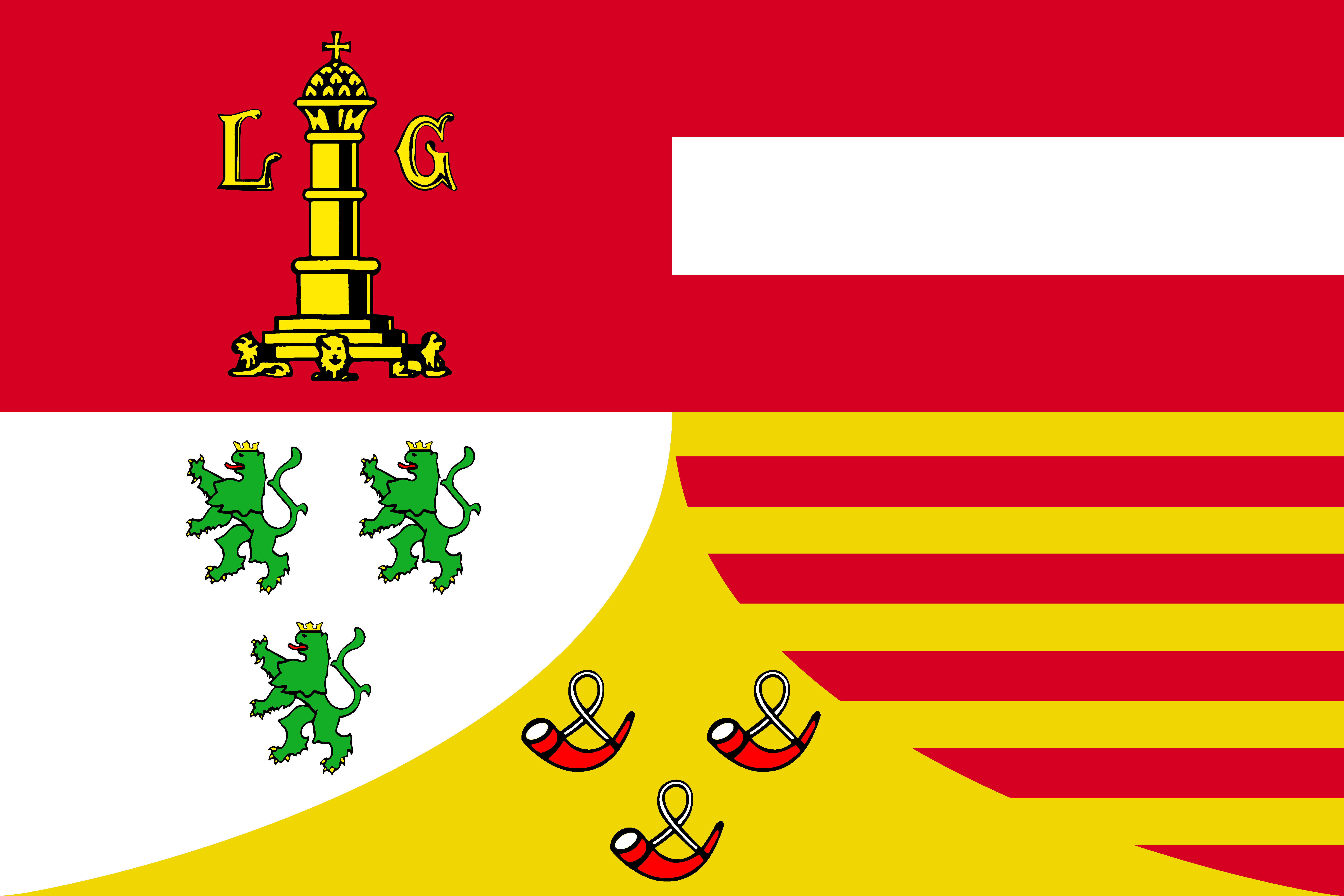
Vlag van Luik (België)
Wapen van Luik (België)
Wapen van Gelderland
Wapen van Belgisch-Luxemburg en Luxemburg
Handelsvlag groothertogdom Luxemburg en vlag Belgisch-Luxemburg

## Verwante wapens

Valkenburg
Hertogdom Gulik
Hertogdom Limburg
Horn
Gelre 1339-1377